# Деннинг, Уильям Фредерик
Уильям Фредерик Деннинг (англ. William Frederick Denning, 1848—1931) — британский астроном-любитель, известный своими каталогами метеорных радиантов, наблюдениями за красным пятном Юпитера и открытием пяти комет.

## Биография
Деннинг посвятил много времени поиску комет и открыл пять из них, включая периодическую комету 72P / Деннинга — Фудзикавы и потерянную комету D/1894 F1 — последнюю комету, обнаруженную британцами до открытий Джорджа Олкока.
Деннинг исследовал метеоры и новые звёзды, открыл Новую Лебедя 1920 (V476 Cyg). Удостоен премии Вальза Французской академии наук в 1895 году. Руководил секциями по кометам (1891—1893) и метеорам (1899—1900) Британской астрономической ассоциации. С 1869 года Деннинг занимал посты секретаря и казначея недолго просуществовавшего Наблюдательного Астрономического Общества.
За свою жизнь Деннинг опубликовал 1179 статей в известных научных журналах, включая Nature, The Observatory, Astronomische Nachrichten, Journal of the Royal Astronomical Society of Canada, Journal des Observateurs и Monthly Notices of the Royal Astronomical Society.

## Награды
- В 1898 году Деннинг награждён Золотой медалью Королевского астрономического общества[7];
- Награждён Медалью за открытие комет Донахью Тихоокеанского астрономического общества за открытие кометы 23 июля 1890 года[8][9]
- Кратер Деннинг на Луне, а также кратер Деннинг на Марсе были названы в его честь в 1970 и 1973 годах соответственно[10][11]
- Астероид 71885 Деннинг, обнаруженный программой Spacewatch в 2000 году, был назван в память о нём.[1].